# Übersicht der Listen der Naturdenkmale im Landkreis Cochem-Zell
Die Übersicht der Listen der Naturdenkmale im Landkreis Cochem-Zell nennt die Listen und die Anzahl der Naturdenkmale in den Städten und Gemeinden im rheinland-pfälzischen Landkreis Cochem-Zell. Die Listen enthalten 84 im Landschaftsinformationssystem der Naturschutzverwaltung Rheinland-Pfalz verzeichnete Naturdenkmale.

## Verbandsgemeinde Cochem
In den 23 verbandsangehörigen Gemeinden der Verbandsgemeinde Cochem sind insgesamt 20 Naturdenkmale verzeichnet.
| Ort            | Naturdenkmalliste                         | Gesamtanzahl Naturdenkmale |
| -------------- | ----------------------------------------- | -------------------------- |
| Bremm          | Liste der Naturdenkmale in Bremm          | 2                          |
| Bruttig-Fankel | Liste der Naturdenkmale in Bruttig-Fankel | 1                          |
| Cochem         | Liste der Naturdenkmale in Cochem         | 4                          |
| Ediger-Eller   | Liste der Naturdenkmale in Ediger-Eller   | 2                          |
| Greimersburg   | Liste der Naturdenkmale in Greimersburg   | 1                          |
| Klotten        | Liste der Naturdenkmale in Klotten        | 1                          |
| Müden (Mosel)  | Liste der Naturdenkmale in Müden (Mosel)  | 1                          |
| Treis-Karden   | Liste der Naturdenkmale in Treis-Karden   | 6                          |
| Valwig         | Liste der Naturdenkmale in Valwig         | 2                          |

In Beilstein,
Briedern,
Dohr,
Ellenz-Poltersdorf,
Ernst,
Faid,
Lieg,
Lütz,
Mesenich,
Moselkern,
Nehren,
Pommern,
Senheim und
Wirfus sind keine Naturdenkmale verzeichnet.

## Verbandsgemeinde Kaisersesch
In den 26 verbandsangehörigen Gemeinden der Verbandsgemeinde Kaisersesch sind insgesamt 15 Naturdenkmale verzeichnet.
| Ort         | Naturdenkmalliste                                      | Gesamtanzahl Naturdenkmale |
| ----------- | ------------------------------------------------------ | -------------------------- |
| Brohl       | Liste der Naturdenkmale in Brohl                       | 1                          |
| Düngenheim  | Liste der Naturdenkmale in Düngenheim                  | 1                          |
| Eppenberg   | Liste der Naturdenkmale in Eppenberg (Eifel)           | 1                          |
| Kaisersesch | Liste der Naturdenkmale in Kaisersesch                 | 5                          |
| Kalenborn   | Liste der Naturdenkmale in Kalenborn (bei Kaisersesch) | 1                          |
| Landkern    | Liste der Naturdenkmale in Landkern                    | 2                          |
| Leienkaul   | Liste der Naturdenkmale in Leienkaul                   | 1                          |
| Müllenbach  | Liste der Naturdenkmale in Müllenbach (bei Mayen)      | 2                          |
| Roes        | Liste der Naturdenkmale in Roes                        | 1                          |

In Binningen,
Brachtendorf,
Brieden,
Dünfus,
Eulgem,
Forst (Eifel),
Gamlen,
Hambuch,
Hauroth,
Illerich,
Kaifenheim,
Kail,
Laubach,
Masburg,
Möntenich,
Urmersbach und
Zettingen sind keine Naturdenkmale verzeichnet.

## Verbandsgemeinde Ulmen
In den 16 verbandsangehörigen Gemeinden der Verbandsgemeinde Ulmen sind insgesamt 24 Naturdenkmale verzeichnet.
| Ort          | Naturdenkmalliste                             | Gesamtanzahl Naturdenkmale |
| ------------ | --------------------------------------------- | -------------------------- |
| Alflen       | Liste der Naturdenkmale in Alflen             | 1                          |
| Auderath     | Liste der Naturdenkmale in Auderath           | 1                          |
| Bad Bertrich | Liste der Naturdenkmale in Bad Bertrich       | 4                          |
| Gillenbeuren | Liste der Naturdenkmale in Gillenbeuren       | 4                          |
| Kliding      | Liste der Naturdenkmale in Kliding            | 2                          |
| Lutzerath    | Liste der Naturdenkmale in Lutzerath          | 7                          |
| Ulmen        | Liste der Naturdenkmale in Ulmen (Eifel)      | 1                          |
| Urschmitt    | Liste der Naturdenkmale in Urschmitt          | 1                          |
| Weiler       | Liste der Naturdenkmale in Weiler (bei Ulmen) | 2                          |
| Wollmerath   | Liste der Naturdenkmale in Wollmerath         | 1                          |

In Beuren,
Büchel,
Filz,
Gevenich,
Schmitt und
Wagenhausen sind keine Naturdenkmale verzeichnet.

## Verbandsgemeinde Zell (Mosel)
In den 24 verbandsangehörigen Gemeinden der Verbandsgemeinde Zell (Mosel) sind insgesamt 25 Naturdenkmale verzeichnet.
| Ort            | Naturdenkmalliste                         | Gesamtanzahl Naturdenkmale |
| -------------- | ----------------------------------------- | -------------------------- |
| Alf            | Liste der Naturdenkmale in Alf            | 1                          |
| Altlay         | Liste der Naturdenkmale in Altlay         | 1                          |
| Altstrimmig    | Liste der Naturdenkmale in Altstrimmig    | 2                          |
| Briedel        | Liste der Naturdenkmale in Briedel        | 3                          |
| Grenderich     | Liste der Naturdenkmale in Grenderich     | 3                          |
| Mittelstrimmig | Liste der Naturdenkmale in Mittelstrimmig | 1                          |
| Moritzheim     | Liste der Naturdenkmale in Moritzheim     | 1                          |
| Neef           | Liste der Naturdenkmale in Neef           | 1                          |
| Pünderich      | Liste der Naturdenkmale in Pünderich      | 3                          |
| Sankt Aldegund | Liste der Naturdenkmale in Sankt Aldegund | 1                          |
| Zell (Mosel)   | Liste der Naturdenkmale in Zell (Mosel)   | 8                          |

In Blankenrath,
Bullay,
Forst (Hunsrück),
Haserich,
Hesweiler,
Liesenich,
Panzweiler,
Peterswald-Löffelscheid,
Reidenhausen,
Schauren,
Sosberg,
Tellig und
Walhausen sind keine Naturdenkmale verzeichnet.